# Gastrophryne elegans
Gastrophryne elegans é uma espécie de anfíbio da família Microhylidae.
Pode ser encontrada nos seguintes países: Belize, Guatemala, Honduras e México.
Os seus habitats naturais são: florestas secas tropicais ou subtropicais, florestas subtropicais ou tropicais húmidas de baixa altitude, marismas intermitentes de água doce, plantações, jardins rurais e florestas secundárias altamente degradadas.
Está ameaçada por perda de habitat.